# AmBX
amBX war eine von Philips entwickelte Technologie, die Entwicklern von Computerspielen ermöglicht, Licht-, Farb-, Sound-, Vibrations- und Luft-Effekte in ein Spiel einzubauen. So wurde neben den visuellen Effekten durch den Bildschirm auch eine zum Spiel passende Umgebung im Raum geschaffen, ähnlich wie bei dem ebenfalls von Philips stammenden Ambilight für Fernseher.
Um diese Effekte beim Spielen erleben zu können, wurde ein Hardware-Kit benötigt.

## Funktionsweise
Die Spiele-Entwickler konnten ihr Spiel mithilfe eines HTTP-ähnlichen Protokolls die Hardware-Komponenten von amBX ansprechen lassen. Seit 2008 konnten auch mit Hilfe der Software „amBX Creator“ vom Benutzer eigene Effekte erstellt werden. Filme und Musik, die auf dem Computer wiedergegeben werden, konnten durch amBX ebenfalls mit Effekten versehen werden.

## amBX-Kits
| Kit:                         | Starter | ProGamer | Premium | Extension |
| ---------------------------- | ------- | -------- | ------- | --------- |
| Leuchten links und rechts    | ja      | ja       | ja      | nein      |
| Wandfluter mit Steuereinheit | ja      | ja       | ja      | nein      |
| Lautsprecher für 2.1-Sound   | nein    | ja       | ja      | nein      |
| Subwoofer                    | nein    | ja       | ja      | nein      |
| Lüftersatz                   | nein    | nein     | ja      | ja        |
| Vibrations-Handgelenkauflage | nein    | nein     | ja      | ja        |

## Geschichte von amBX
| 2005 | amBX wird offiziell angekündigt                                        |
| 2006 | Die ersten Computerspiele mit amBX-Unterstützung werden veröffentlicht |
| 2007 | Peripheriegeräte sind im Handel erhältlich                             |
| 2008 | amBX arbeitet mit Ubisoft zusammen                                     |
| 2009 | amBX arbeitet mit Sony zusammen                                        |

## Auswahl unterstützter Spiele
- Age of Conan
- Assassin’s Creed
- Call of Duty 4: Modern Warfare
- Crysis
- Far Cry 2
- Guitar Hero III: Legends of Rock
- Mass Effect
- Operation Flashpoint: Dragon Rising
- Tom Clancy’s Rainbow Six: Vegas 2
- World of Warcraft